# Sandvikens IF

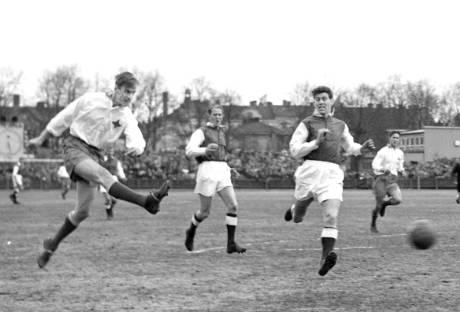
Sandviken en un partido de la temporada 1956–57 de la Allsvenskan ante el IFK Norrköping.

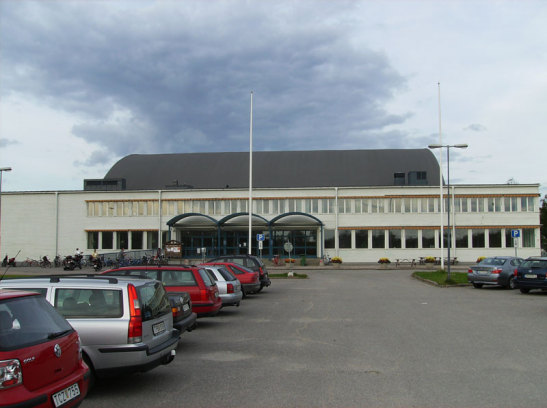
El Jernvallen, sede del club.

El Sandvikens IF es un equipo de fútbol de Suecia que juega en la Division 1 Norra, una de las ligas que conforman la tercera división de fútbol en el país.

## Historia
Fue fundado el 6 de junio de 1918 en la ciudad de Sandviken, una ciudad de categoría industrial en donde comanda la empresa metálica Sandvik y al club se le conoce como el Hombre de Acero en honor al personaje de Superman de la DC Comics.
El club ha participado en 21 temporadas de la Allsvenskan, en la cual registran más de 470 partidos desde su debut en la temporada de 1930/31, aunque desde hace varias temporadas que el club ha estado entre la tercera y quinta categoría del fútbol de Suecia.

## Clubes Afiliados
- Gestriklands FF.[6]

## Palmarés
- Division 2 Norrland: 1

2016
- Division 3 Norrland: 3

1993, 1995, 2003